# Tornese
Tornese è stato il nome utilizzato da diverse monete emesse in Europa tra l'XI secolo e la fine del XIX secolo.
Il nome ha origine dal denaro tornese, in francese denier tournois, una moneta coniata agli inizi dell'XI secolo dall'Abbazia di San Martino a Tours in Francia. Inizialmente impiegato nel commercio locale, il denaro tornese si diffuse in tutta la Francia portando così all'emissione nel XIII secolo del grosso tornese da 12 denari e all'istituzione della lira tornese come unità di conto monetaria ufficiale della Francia. La lira tornese rimase l'unità di conto principale fino alla riforma monetaria del 1789, che ne decretò la fine e la sostituzione con il franco germinale.
Il tornese si diffuse in diversi stati europei, tra cui gli stati crociati e l'Italia, dove i tornesi furono coniati dal Regno della due Sicilie fino alla sua dissoluzione.

## Storia

### I denari dell'abbazia di Tours
Alla metà dell'VIII secolo Pipino il Breve, nell'ottica di una riorganizzazione istituzionale del Regno franco, attuò due importanti riforme in ambito monetario. I provvedimenti introdussero il monopolio della monarchia francese sull'emissione di moneta, e stabilirono il corso legale del denaro d'argento come unica moneta circolante. La riforma però permise, dietro specifica autorizzazione, l'emissione di moneta anche da parte delle zecche di proprietà degli aristocratici e degli enti religiosi. Con l'ascesa al trono di Carlomagno anche l'abbazia di San Martino di Tours iniziò la coniazione dei denari d'argento. Queste monete presentavano al dritto l'effigie del sovrano, mentre al rovescio, a partire dal regno di Ludovico il Pio, il castello della città di Tours e la dicitura latina tvrones. Il denaro di Tours, in latino denarius turonensis, si diffuse ben presto in tutta la Francia dove iniziò ad essere chiamato denier tournois, denaro tornese, o più semplicemente tournois, tornese.

### L'affermazione del denaro tornese in Francia
Nel XII secolo la Francia medievale era politicamente suddivisa in numerose contee e ducati facenti capo a due diverse dinastie i Capetingi, titolari della corona francese, e i Plantageneti, titolari di quella inglese. La dinastia dei Capetingi aveva il dominio su una piccola porzione di territorio circoscritta nell'area intorno alla città di Parigi e controllava i ducati e le contee della Francia orientale, viceversa i Plantageneti dominavano su quelli occidentali, il cosiddetto Impero angioino. Questa suddivisione politica portò di fatto alla nascita di due sistemi monetari distinti, nei feudi del re di Francia a partire da Luigi VII iniziò a circolare il denaro parisino (in francese denier parisis), mentre in quelli del re d'Inghilterra era in corso il denaro angioino (in francese denier angevin) e il denaro tornese, tra loro equivalenti.
Con l'ascesa al trono di Filippo II di Francia, tra il 1186 e il 1214 i Capetingi riuscirono ad estendere il loro dominio anche sulla maggior parte territori della Francia occidentale, tra cui la valle della Loira e la città di Tours. Nei territori conquistati, Filippo II ufficializzò la circolazione del denaro tornese e la sua emissione in tutte le zecche del regno, mentre limitò la circolazione del denaro parisino ai soli domini diretti della corona francese. La moneta fatta coniare da Filippo II riportava al dritto una croce patente e l'iscrizione +philipvs•rex, mentre al rovescio un'immagine stilizzata del castello di Tours, il cosiddetto châtel tournois, e la dicitura tvronvs•civis. Durante il regno di Luigi VIII la coniazione del denaro tornese si diffuse in tutte le città della Francia, compresa Parigi, e nel 1204 stabilì che da un marco d'argento, unità di misura equivalente a 244,75 g, si ricavassero 640 denari tornesi. Il valore del tornese era inferiore rispetto al denaro parisino, che nel 1204 era tagliato a 480 per marco, ovvero tre parisini equivalevano a quattro tornesi, rapporto poi mutato già nel 1226 a quattro a cinque.

### La diffusione nella francocrazia
Nel 1204, terminata la quarta crociata, l'Impero bizantino fu spartito tra alcune famiglie nobili italiane e francesi dando così origine alla cosiddetta francocrazia. Anche in questi iniziò allora la circolazione del denaro tornese, che iniziò ad essere emesso in loco impiegando una minore quantità d'argento.
Nel 1249 Luigi IX concesse a Guglielmo II di Villehardouin, principe d'Acaia, il diritto di coniarne a Chiarenza, una città nel suo principato. Queste monete coniate anche a Tebe nel Ducato di Atene, nel Regno di Tessalonica, nella Contea palatina di Cefalonia e Zante e nelle colonie genovesi del mar Egeo. Nel dominio veneziano del Ducato di Nasso fu invece coniato il tornesello, una moneta equivalente al tornese del levante, ma che raffigurava il leone di San Marco al posto del châtel tournois.

Nel XIII e nel XIV secolo i tornesi furono coniati anche nell'Impero bizantino rifondato. 

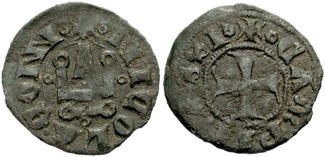
Tornese di Campobasso (1459-1463)

A Campobasso il conte Cola di Monforte (1450-1462) coniò alcuni denari tornesi ad imitazione dei denari tornesi ad imitazione di quelli coniati in Acaia.

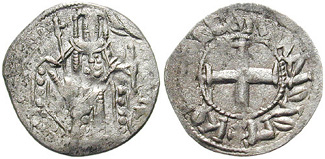
Andronico II Paleologo: Tornese.
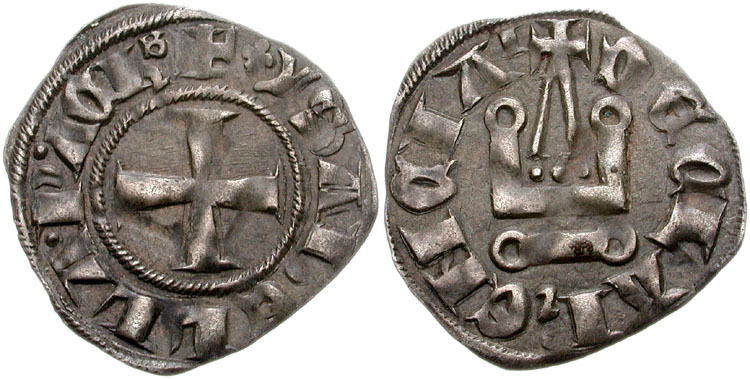
Principato di Acaia, Isabella di Villehardouin (1297-1301): Tornese di biglione.
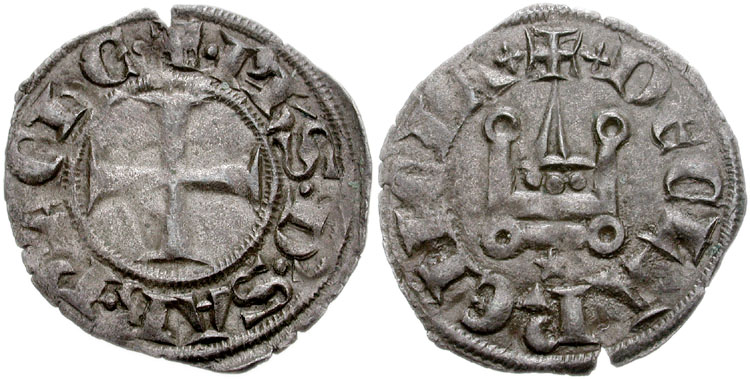
Principato di Acaia, Filippo I di Savoia-Acaia (1301-1307): Tornese di biglione.

### L'introduzione e il successo del grosso tornese
Luigi IX, imitando le città italiane che da anni coniavano i grossi, emise a sua volta un grosso tornese dal valore di 12 denari.
Oltre al grosso furono coniata la "maglia bianca" (maille blanche), la moneta da mezzo grosso e la "maglia terza" (maille tierce) da 1/3 di grosso.
Era già diffusa l'abitudine di tagliare in due i denari, che ancora costituivano l'unico tipo di moneta coniata, per ricavarne delle maglie, cioè dei mezzi denari, ma con Filippo III di Francia iniziarono anche ad essere coniati i mezzi denari, detti oboli.
La "lira tornese" del valore di 240 denari fu coniata solo più tardi. Una delle prime monete con questo valore è il famoso Franc à cheval di Giovanni il Buono (1350 - 1364).
Il grosso tornese fu imitato in Germania (Turnos, Turnose, Weißpfenning), nei Paesi Bassi, in Portogallo (tornez).

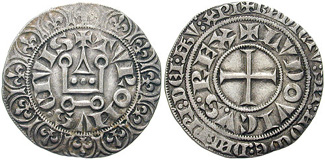
Ludovico il Bavaro: Groschen coniato ad Aquisgrana imitante il grosso di Luigi IX.
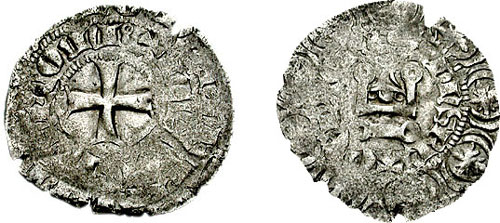
Henry di Grosmont, conte di Lancaster: Grosso coniato a Bergerac, 1347-1351
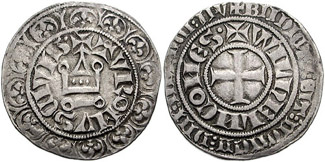
Wilhelm II conte di Berg (1360-1380): Turnose o Weißpfenning

In Italia il "tornese" fu coniato  fino alla fine del Regno delle Due Sicilie e dal conte Aimone di Savoia (1330-1343) imitante il "doppio tornese" di Filippo IV il Bello, aveva il tipo dello châtel tournois.
Dopo Carlo V i tipi cambiarono e sparì lo chatel tournois. La livre tournoise rimase la moneta ufficiale del regno di Francia fino alla rivoluzione francese, quando fu creato il "franco".
Stranamente i rivoluzionari scelsero per la nuova moneta che sostituiva la lira, la parola "franco", che era stata usata per indicare una moneta d'oro dal valore di una lira tornese, al tempo di Giovanni il Buono.

### Il tornese napoletano
In Italia meridionale il tornese fu coniato a partire dal XIII secolo, quando nel 1229 fu introdotto a Napoli da Federico II come moneta di mistura. Nel successivo periodo angioino furono coniati nel Regno sia gli stessi tornesi della Grecia franca, sia tornesi imitativi di questi ultimi. Alcuni tornesi aragonesi recavano l'immagine del re seduto di fronte sul trono e la croce di Gerusalemme al rovescio, ma si trattava di tirature limitate rispetto alla corposa produzione basata sui tornesi dell'Oriente latino. Furono emessi anche in altre zecche del regno: Barletta, Gaeta, Capua, Cosenza, Isernia e Lecce.
Valeva 1/20 di carlino o 6 cavalli.
Il sistema completo era così articolato:
1 ducato = 5 tarì
1 tarì = 2 carlini
1 carlino = 10 grana
1 grano = 2 tornesi
1 tornese = 6 cavalli.
Il tornese di Carlo di Borbone (1734-1759) recava al rovescio le scritta "HILARITAS" su tre righe. La moneta da tre tornesi era chiamata anche "Publica" per la scritta "PVBLICA LÆTITIA" che recava al rovescio.
La moneta da tre tornesi di Ferdinando IV aveva invece la scritta "PVBLICA COMMODITAS". Sulla moneta da un tornese era scritta l'indicazione del valore "TORNESE CAVALLI VI" su quattro righe. Furono coniate anche monete da 10, 8, e 5 tornesi, tutte di rame.
Durante la Repubblica Napolitana del 1799 furono coniate due monete da 6 e 4 tornesi. Entrambe recavano al diritto il fascio consolare sormontato dal berretto frigio.
La seconda monetazione di Ferdinando IV (1799-1805) presenta monete da 6 e 4 tornesi. Sulla moneta da un tornese c'era l'indicazione del valore in cavalli.
Durante i regni di Giuseppe Bonaparte (1806-1808) e di Gioacchino Murat (1808-1815) non furono emessi tornesi.
Con il ritorno al trono di Ferdinando e con la sua terza monetazione, quelle del 1815 e del 1816, furono coniate monete da "OTTO TORNESI" e da "CINQUE TORNESI".
Con la quarta monetazione, emessa dopo il 1816, quando Ferdinando riunì i due regni e prese quindi il nome di Ferdinando I, furono emesse monete da dieci, otto, cinque e quattro tornesi. La moneta da un tornese fu emessa solo nel 1817 ed era la moneta di minor valore coniata.
Francesco I (1825-1830) emise solo le monete da 10, 5, 2 tornese e quella da "TORNESE UNO", mentre Ferdinando II (1830-1859) coniò quelle da 10, 5, 3, 2, 1 1/2 da 1 e da 1/2 tornese. Su tutte le monete il valore era espresso in lettere.
L'ultimo Borbone di Napoli, Francesco II (1859-1861), durante il breve regno, coniò monete da 10, 5 e 2 tornesi.